# Klocksjön
Klocksjön är en sjö i Markaryds kommun i Småland och ingår i Lagans huvudavrinningsområde. Sjön har en area på 0,072 kvadratkilometer och ligger 94,1 meter över havet. Sjön avvattnas av vattendraget Lillån (Grytån).

## Delavrinningsområde
Klocksjön ingår i det delavrinningsområde (626265-136220) som SMHI kallar för Mynnar i Lagan. Medelhöjden är 103 meter över havet och ytan är 5,77 kvadratkilometer. Räknas de 9 avrinningsområdena uppströms in blir den ackumulerade arean 140,82 kvadratkilometer. Lillån (Grytån) som avvattnar avrinningsområdet har biflödesordning 2, vilket innebär att vattnet flödar genom totalt 2 vattendrag innan det når havet efter 53 kilometer. Avrinningsområdet består mestadels av skog (74 procent) och jordbruk (10 procent). Avrinningsområdet har 0,15 kvadratkilometer vattenytor vilket ger det en sjöprocent på 2,7 procent. Bebyggelsen i området täcker en yta av 0,13 kvadratkilometer eller 2 procent av avrinningsområdet.